# MU Большого Пса
MU Большого Пса (лат. MU Canis Majoris), HD 56847 — одиночная переменная звезда в созвездии Большого Пса на расстоянии (вычисленном из значения параллакса) приблизительно 26430 световых лет (около 8104 парсеков) от Солнца. Видимая звёздная величина звезды — от +9,04m до +8,94m. Возраст звезды оценивается как около 28 млн лет.

## Характеристики
MU Большого Пса — бело-голубой сверхгигант, пульсирующая переменная звезда типа Альфы Лебедя (ACYG) спектрального класса B5Ib. Масса — около 3,7 солнечных.